# Achille Avogadro
Achille Avogadro (fl. XX secolo) è stato un calciatore italiano, di ruolo ala.

## Carriera
A cavallo della prima guerra ha disputato nove stagioni con la maglia del Como nel ruolo di ala sinistra, ha debuttato nell'allora massima serie il 27 aprile 1914 nella partita Novara-Como (3-1). Era conosciuto come Avogadro I° per riconoscerlo dal portiere Giorgio Avogadro II°.
Durante la stagione 1920-1921 giocò nel Milan, ma solo nelle partite amichevoli.